# Hôtel Buffon
L'Hôtel Buffon  est un hôtel particulier de la ville de Dijon situé dans son secteur sauvegardé.

## Histoire

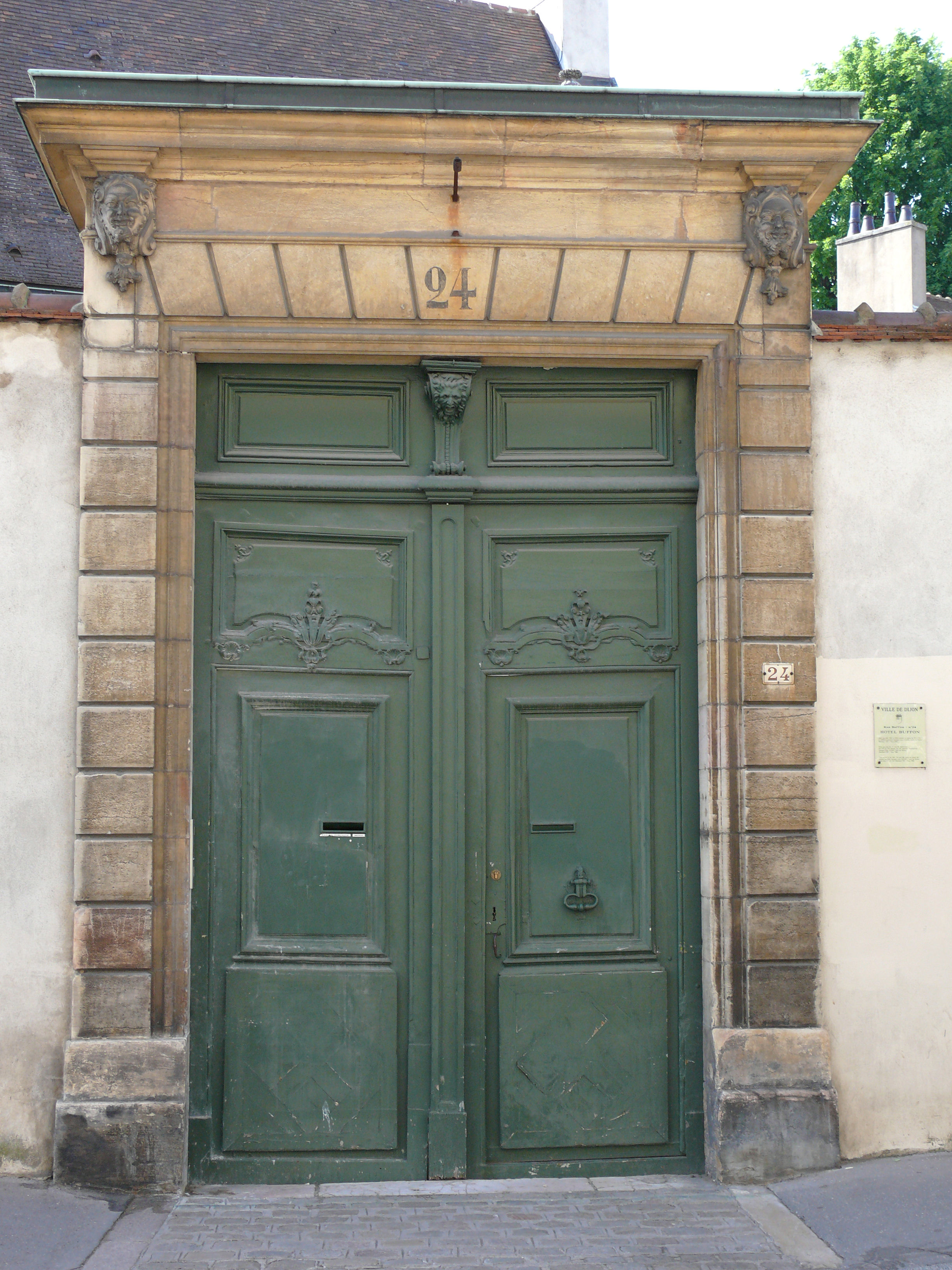
Porche de l'Hôtel Buffon

Il est inscrit au titre des monuments historiques depuis 1967.